# Бромли-бай-Боу (станция метро)
«Бромли-бай-Боу» (англ. Bromley-by-Bow) — станция Лондонского метрополитена в одноимённом районе округа Тауэр Хамлетс в восточном Лондоне. На станции останавливаются поезда линий «Хаммерсмит-энд-Сити» и «Дистрикт» и, таким образом, она относится ко второй и третьей тарифной зоне одновременно.

## История станции
Станция была открыта 31 марта 1858 года под названием «Бромли» в составе железной дороги Лондон — Тилбери — Саутэнд-он-Си. Поезда линии Дистрикт начали останавливаться на станции с 1902 года; линия Метрополитэн дотянулась до станции «Бромли» в 1936 году, после присоединения к линии участка Уайтчепел — Баркинг. Пригородные поезда, следующие в направлении Тилбери, перестали останавливаться на станции в 1962 году. В 1967 году станция была переименована в «Бромли-бай-Боу» во избежание путаницы со станцией «Бромли», расположенной в одноимённом округе Лондона.

## Современное состояние
Станция «Бромли-бай-Боу» состоит из 2 платформ, на которых останавливаются поезда метро двух линий в обоих направлениях. Ещё существуют две неиспользуемые платформы, когда-то использовавшиеся пригородными поездами (сегодня пригородные поезда проезжают их без остановки).

## Существующие пересадки
Неподалёку от станции метро расположена станции лёгкого метро DLR «Девонс-роуд», однако прямого перехода с одной станции на другую на данный момент не существует.

## Будущее развитие
Станция «Бромли-бай-Боу» включена в список станций, подлежащих расширению и реконструкции в рамках подготовки транспортной системы Лондона к приёму гостей летней Олимпиады 2012 года.